# Trema orientalis
Trema orientalis (syn. Trema orientale) är en hampväxtart som först beskrevs av Carl von Linné, och fick sitt nu gällande namn av Carl Ludwig von Blume. Trema orientalis ingår i släktet Trema och familjen hampväxter. Inga underarter finns listade i Catalogue of Life.

## Utseende
Växten är en städsegrön buske eller ett träd som blir upp till 15 meter högt (i undantagsfall 20 meter). Som ett träd har växten en smal stam med mjuk bark som är grå. Kvistarna hänger ner från grenarna och bladen sitter mittemot varandra på kvisten. Artens blomställning består av många blommor av hankön samt av några blommor av honkön på blomställningens topp. Blomman är inte påfallande med en grön till nästan vit färg. Blomställningen sitter vanligen i bladaxeln. Växtens frukter med en diameter på 4 till 6 mm blir svarta när de är mogna. Det finns grön fruktkött och mörka frön.

## Utbredning och ekologi
Arten förekommer i den tropiska och subtropiska regionen från västra Afrika över södra Asien till Australien, Nya Guinea och Nya Kaledonien. Särskild stora populationer finns i Ghana, Benin och östra Sydafrika.
Trema orientalis växer i låglandet och i bergstrakter upp till 2500 meter över havet. Den utvecklas bäst vid temperaturer mellan 20 och 27 °C och vid en årlig nederbörd av 1000 till 2000 mm. Trädet är en av de första växterna som syns kala ytor som kom till i samband med översvämningar. Arten blommar Afrika mellan december och februari och i Indien hela året. Pollineringen sker av bin.

## Användningsområden
Träder ger foder åt olika husdjur. Ett dryck av juice från orange och växtens blad används mot olika sjukdomar. Det snabbt växande trädet planteras för att skapa skugga och för att ge marken en bättre stabilitet. Växtens trä brukas för byggkonstruktioner, som ved och för produktionen av träkol och av pappersmassa. Träet brukas sällan för möbler på grund av många ojämnheter och det får efter kort tid en grå färg.

## Hot
För beståndet är inga hot kända. Växten är ganska sällsynt i Sydostasien men i andra regioner är den talrik. IUCN listar arten som livskraftig (LC).

## Bildgalleri

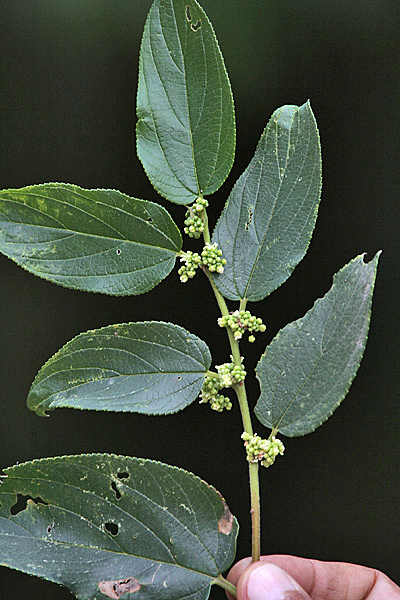
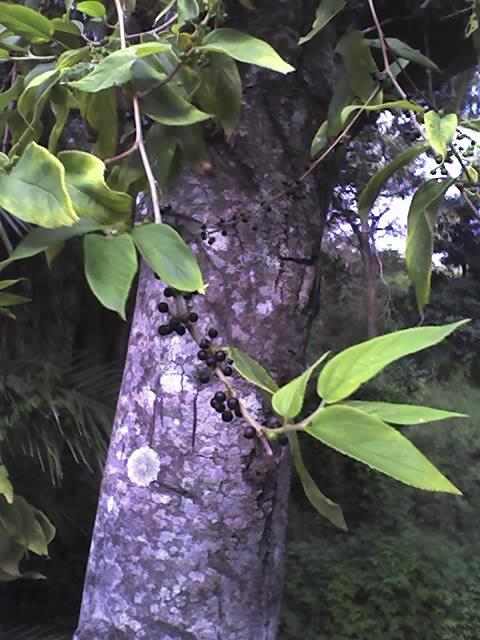
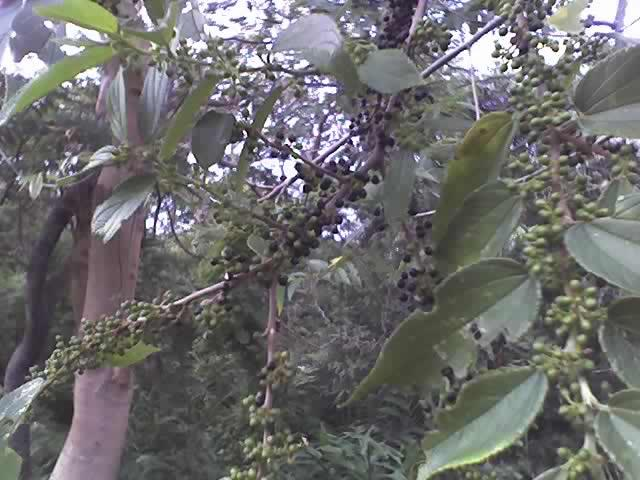
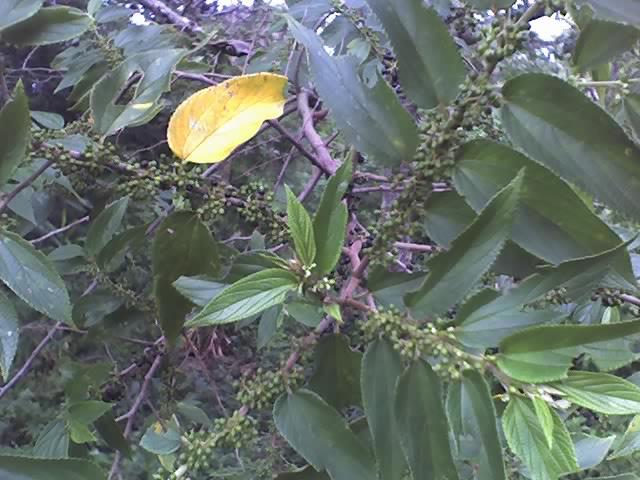